# Yucca potosina
Yucca potosina är en sparrisväxtart som beskrevs av Jerzy Rzedowski. Yucca potosina ingår i släktet palmliljor, och familjen sparrisväxter. Inga underarter finns listade i Catalogue of Life.

## Bildgalleri

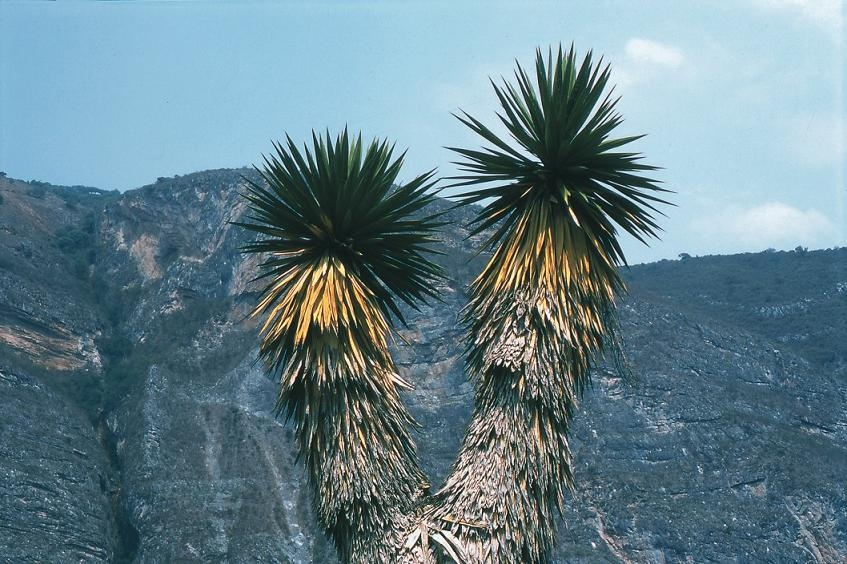
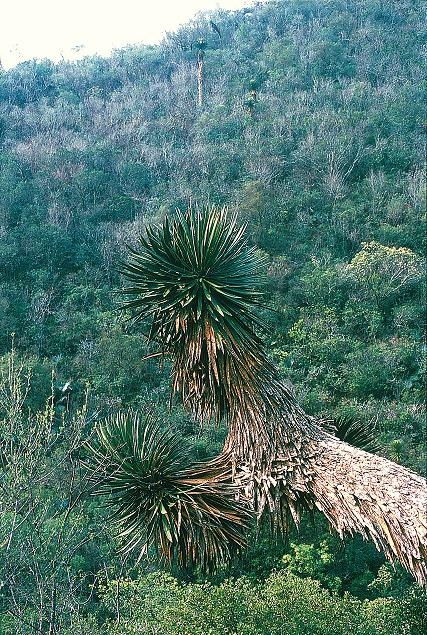